# Le Soupirant
Pour plus de détails, voir Fiche technique et Distribution.
Le Soupirant est un film français réalisé par Pierre Étaix, sorti en 1963.

## Synopsis
Pierre, un jeune homme timide et distrait, vit encore chez ses parents dans un milieu bourgeois parisien. Absorbé par ses recherches scientifiques et coupé du monde extérieur, il n’a jamais manifesté d’intérêt pour les femmes ni pour la vie sociale. Inquiets de le voir célibataire, ses parents l’incitent à chercher une épouse. 
Commence alors une série de tentatives de séduction maladroites où Pierre, peu à l’aise avec les codes sociaux, enchaîne les échecs. Fasciné par Stella, une chanteuse populaire qu’il découvre sur une affiche, il se met en tête de la rencontrer, projetant sur elle un idéal romantique. Après l’avoir longuement cherchée, il parvient à l’approcher mais réalise que la réalité ne correspond pas à ses fantasmes : Stella se montre froide et distante. 
Pendant ce temps, il passe à côté de l’affection sincère de sa voisine Huguette, qu’il finit par remarquer une fois désillusionné. Le film se conclut sur une prise de conscience : loin des illusions, c’est dans la simplicité du quotidien que Pierre entrevoit enfin une possibilité d’amour véritable.

## Fiche technique
- Titre : Le Soupirant
- Réalisation : Pierre Étaix
- Scénario : Jean-Claude Carrière et Pierre Étaix
- Image : Pierre Levent
- Musique : Jean Paillaud
- Montage : Pierre Gillette
- Son : Jean Bertrand
- Production : Paul Claudon/CAPAC/Cocinor
- Pays d'origine :  France
- Format : Noir et blanc — 35 mm — 1,37:1 — Son : Mono
- Genre : Comédie
- Durée : 83 minutes
- Date de sortie : 13 février 1963

## Distribution
- Pierre Étaix : Pierre, le soupirant
- Laurence Lignères : Laurence
- Claude Massot : le père
- Denise Perrone : la mère
- Karin Vesely : Ilka
- France Arnel : Stella
- Lucien Frégis : un des deux gardiens
- Anna Abigaël
- Dominique Clément
- Patrice Laffont : le fils de Stella
- Pierre Maguelon
- Roger Trapp

## Récompenses et distinctions
- Prix Louis-Delluc en 1962
- Prix du Film Comique à Moscou
- Grand Prix du Festival International d’Acapulco en 1963.